# أندري كوليسنيكوف
أندري كوليسنيكوف (بالروسية: Колесников, Андрей Александрович)‏ هو لاعب كرة قدم روسي في مركز الدفاع، ولد في 11 فبراير 1984 في فالويكي في روسيا. لعب مع أورال يكاترينبورغ وتوربيدو موسكو وتوم تومسك ودينامو موسكو وروبين قازان ولوخ إينيرجيا فلاديفوستوك.